# Artemis Fowl (personnage)
Pour les articles homonymes, voir Artémis (homonymie).
Cet article concerne le personnage. Pour la série dont il est le héros, voir Artemis Fowl. Pour le premier tome de cette série, voir Artemis Fowl (roman).
Artemis Fowl II (ou Artemis Fowl Junior) est le personnage principal de la série du même nom, créé par l'auteur irlandais Eoin Colfer.

## Biographie fictive
Artemis Fowl est né le 1er janvier 1996 en Irlande. Bien qu'à la première page du tome 7, son anniversaire soit devenu le 1er septembre.
Au premier tome, c'est un jeune prodige de 12 ans, féru d'informatique et doté d'une intelligence très rare. Il est l'héritier d'une vieille famille irlandaise, les Fowl, dont les chefs ont toujours été connus pour leurs penchants illégaux.
Il vit en Irlande dans un gigantesque manoir, avec sa mère, Angeline Fowl, son père, Artemis Fowl I, ses deux petits frères, Myles et Beckett Fowl, son garde du corps,
Butler, ainsi que la sœur de celui-ci, Juliet Butler.
Dans les premiers tomes de la série, son but sera de raviver la fortune de sa famille qui s'est amenuisée depuis la disparition de son père, afin de rendre au nom des Fowl son prestige initial. Puis, après s'être lié d'amitié avec les fées qu'il a essayé de tromper, il se dévouera à des causes plus nobles.

### Artemis Fowl I
Dans le 1er tome de la série, Artemis Fowl apprend l'existence du Peuple souterrain, et met en œuvre bon nombre de machinations dans le but de ré-enrichir sa famille avec l'or des fées.
Il obtient ainsi, de l'une d'entre elles, le Livre (la « bible » féerique) a Hô-Chi-Minh-Ville.
Après avoir traduit ce Livre (écrit en gnomique), Artemis projette l'enlèvement d'une fée pour l'échanger contre une rançon. La victime de l'enlèvement est Holly Short, capitaine des forces armées féeriques (FAR); cela engendre une bataille inter-espèces entre le Peuple, dont la technologie dépasse toute avancée humaine, et le génie d'Artemis. Celui-ci tient ses adversaires en échec par des coups de poker parfaitement calculés. Le climax de son plan est atteint lorsqu'il parvient à échapper à une biobombe (explosif qui n'anéantit que les êtres vivants) envoyée sur le manoir par les FAR.
Il finit par l'emporter, mais c'est une victoire à demi-teinte, puisqu'il ne récupère que la moitié du butin prévu et demande à Holly Short de soigner sa mère, malade depuis la disparition d'Artemis Fowl Senior : il fera ça seulement pour ne pas aller en pension, comme dit à la fin du tome 1.

### Artemis Fowl 2: Mission polaire
Dans le second tome de la série, un trafic d'objets humains est dévoilé par Holly Short ; les FAR soupçonnent aussitôt Artemis Fowl, dont ils ont appris à se méfier.
Or, celui-ci est innocent, et a bien d'autres occupations : outre les finances de sa famille, il s'est fixé pour objectif de rechercher son père, Artemis Fowl senior, disparu dans le naufrage du Fowl Star presque trois ans auparavant. Ayant reçu un message de la mafia russe lui disant qu'elle détient son père, celui-ci propose aux fées un marché : il les aidera à démanteler le trafic qui les préoccupe, mais en échange, les FAR doivent s'engager à le seconder dans la libération de son père. S'ensuivent alors deux traques successives.
Tout d'abord, une enquête d'Artemis les mène jusqu'à Paris. Ils y découvrent le chef du trafic : Luc Carrère, un humain mesmérisé (hypnotisé) par Opale Koboï, une fée inventrice de génie. Butler le neutralise, mais Opale ne s'avoue pas vaincue : son but est de prendre le contrôle d'Haven-ville. Artemis trouve en Koboï un ennemi à sa hauteur, et finit par la vaincre avec l'aide des FAR.
Ce n'est qu'après ces péripéties que le groupe (Holly Short, Julius Root, Butler et Artemis) part pour la Russie. Là encore, Artemis, malgré son plan très bien rodé, doit beaucoup aux fées dans sa réussite, car s'il parvient in extremis à sauver son père, ce n'est que grâce à l'aide de Holly - qui en outre lui aura maintes fois sauvé la vie dans l'hostile territoire sibérien. L'adolescent, de treize ans alors, se lie réellement d'amitié avec ces êtres auxquels il a si longtemps fait la guerre ; sa mentalité d'abord axée sur le profit et l'intérêt commence à évoluer.

### Artemis Fowl 3: Code éternité
Ce tome marque certainement un changement capital pour Artemis : c'est une énième magouille qui révèle pleinement sa part d'humanité. En effet, à la suite de la création du Cube C, l'entretien avec Jon Spiro visant à sa vente probable tourne au drame. Pour sauver Butler, l'adolescent (de treize ans et demi à ce moment-là) est obligé de se tourner vers les fées et leur devient redevable. Voir son garde du corps frôler la mort par sa faute provoque une réelle remise en question chez Artemis.
Il apprend par la suite que le Cube C, dérobé par Jon Spiro, est déjà utilisé à de mauvaises fins ; il s'allie une fois de plus aux FAR pour l'arrêter, avec une nouvelle machination tout aussi fine que les précédentes, mais qui, cette fois, s'appuie beaucoup plus sur ses coéquipiers. Artemis est sujet à de plus en plus de cas de conscience : ainsi, lorsqu'il parvient finalement à détourner la totalité des fonds de Spiro, il n'en garde qu'une petite partie pour lui, et envoie le reste à Amnesty International.
En somme, Artemis mûrit et devient « presque fréquentable » ; ce qui n'empêche pas les fées d'appliquer une procédure qui lui avait été épargnée jusque-là : l'effacement de mémoire prévu pour tout humain connaissant l'existence du Peuple. C'est à regret que l'opération est faite. On se rend compte que le lien unissant Artemis aux fées s'est définitivement renforcé.

## Caractéristiques

### Physique
Dans les premiers tomes, Artemis est décrit comme ayant une peau très pâle, ce qui est dû à un grand nombre d'heures passées devant des écrans d'ordinateur. Il esquisse parfois des sourires assez inquiétants ; pour ces deux raisons, l'auteur le compare souvent à un vampire. Ses yeux sont bleus, assez foncés, et sont dits propres à la lignée des Fowl (son père a les mêmes). Ils sont pratiquement toujours cernés. Des cheveux noirs encadrent sur son visage, contrastant avec son teint. On note un changement dans le 5e tome, où à la suite d'un déplacement temporel, Artemis échange un œil avec Holly Short, ce qui lui donne un œil bleu foncé et un œil noisette. Dans l'ensemble, l'adolescent est de constitution frêle et n'a ni endurance ni force physique : dans beaucoup d'aventures, c'est son principal handicap.

### Personnalité
Artemis Fowl est certainement le personnage le plus complexe de la série éponyme. On observe chez lui une évolution de tome en tome.
Dans les trois premiers, Artemis est décrit comme l'archétype du génie du mal : cupide, sombre, froid, associable, égoïste, redoutablement intelligent. De fait, il n'hésite pas à faire du mal pour son propre intérêt et celui de sa famille. Il ne montre pratiquement jamais ses sentiments, et fait passer son intellect et son sens logique avant tout. Il parvient à ériger et mettre en œuvre des plans extrêmement complexes, se déroulant sur un temps relativement long et prévoyant la plupart des tournures possibles, ce qui en fait une des plus dangereuses figures du crime.
Ensuite, si Artemis garde à priori son QI et les capacités qui en découlent, il apprend les valeurs de l'honneur et de l'amitié. Il s'ouvre un peu plus au monde et à ses problèmes ; il aide plus fréquemment à des entreprises bénéfiques, surtout avec le Peuple. Il devient ami avec ce dernier (et un peu plus avec Holly Short, dont il serait amoureux dans le dernier tome). On peut dire que d'un véritable antihéros, Artemis prend peu à peu le statut de héros normal, laissant derrière lui son « côté sombre ».